# Шон Питман
Шон Питман (енгл. Shawn Pittman; 22. јануар 1988) професионални је амерички рагбиста и репрезентативац, који тренутно игра за Сијетл сараценсе. Почео је да тренира рагби тек са 18 година. Играо је за репрезентацију САД до 19 и до 20 година. За сениорску репрезентацију САД, дебитовао је у тест мечу против Уругваја 8. новембра 2008. Био је у стартној постави САД на 2 утакмице у групној фази светског првенства 2011. Провео је 3 године у енглеској екипи Лондон велш.